# شوشانیک کورقینیان
شوشانیک پوبولچیان (به ارمنی: Շուշանիկ Փոպոլճյան) با نام ادبی شوشانیک کورقینیان (به ارمنی: Շուշանիկ Կուրղինյան) ‏ (۱۹۲۷–۱۸۷۶) یک شاعر، و فعال اجتماعی اهل ارمنستان بود.

## زندگی
شوشانیک کورقینیان در شهر گیومری متولّد شد و تحصیلات ابتدائی و متوسطه را در آموزشگاه‌های زادگاهش گذراند ولی به دلیل فقر موفق به تحصیلات عالی نشد. در سال ۱۹۰۰م به روسیه تزاری مهاجرت کرد. وی همه زندگی اش را وقف فعالیت‌های اجتماعی کرد. کورقینیان از سال ۱۸۹۰م اشعار خود را در مطبوعات ارمنستان روسیه و ارمنستان غربی به چاپ رساند. نخستین مجموعه شعر این شاعره با نام زنگ‌های سحرگاهان در سال ۱۹۰۷م انتشار یافت. در سال ۱۹۲۱م به ارمنستان بازگشت و در سال ۱۹۲۷م در شهر ایروان از بیماری سل درگذشت.

## نگارخانه

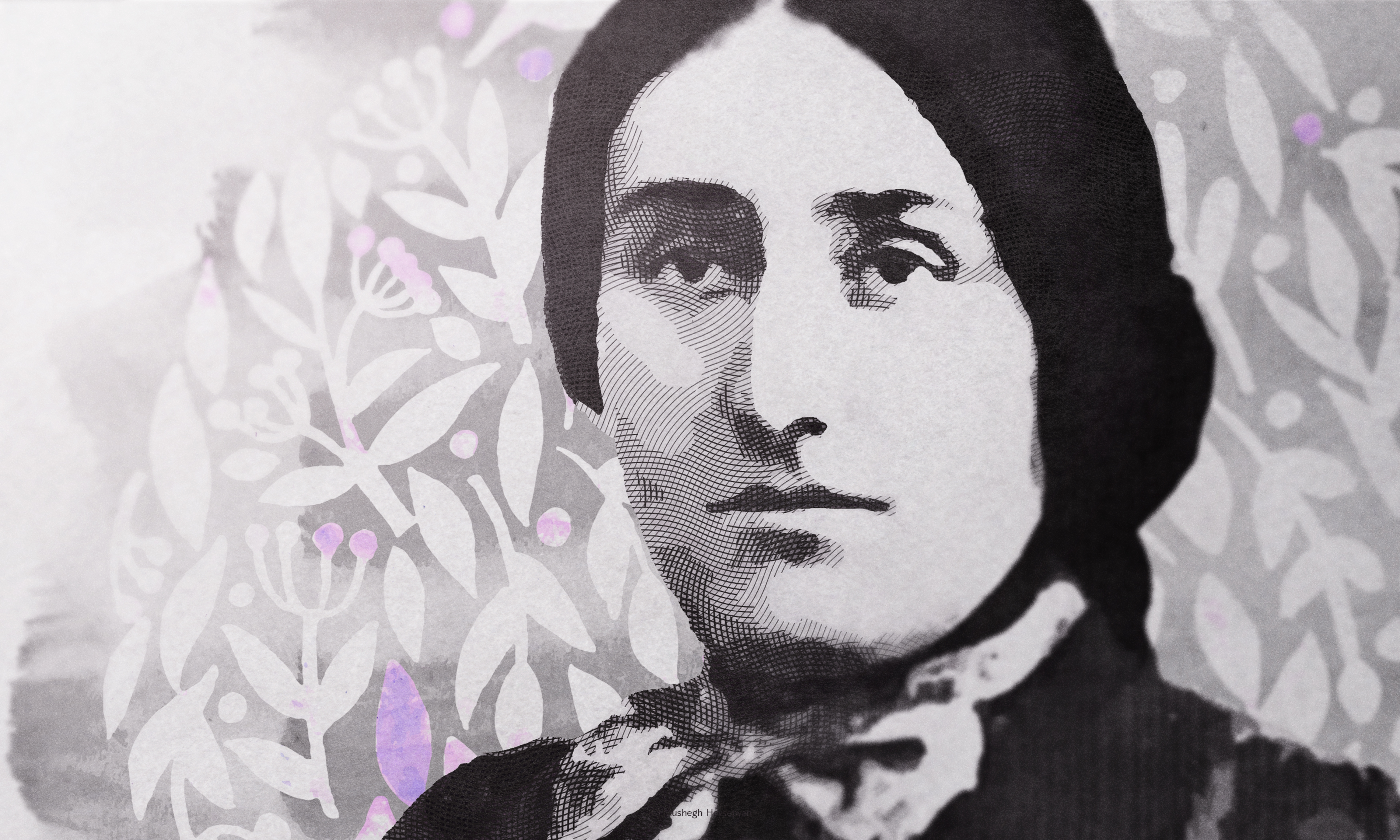

## شعری از شوشانیک کورقینیان به نام (دلم می‌خواست)
| دلم می‌خواست می‌دیدم در اعماق جانم                 |  | تو را چون مسافری که ره گم کرده‌است         |
| و روز و شب نانیوشا و بی وقفه                     |  | تو را - چون خدایم - دعا می‌کردم            |
| دلم می‌خواست در باغچه‌ای پر گل                     |  | تو را - چو بلبلی بال بریده - نگاه می‌داشتم |
| تا در شکن شکن جوانه‌های رویاهایم                  |  | شنیده می‌شد آوازت که قلب منش دوست می‌دارد   |
| دلم می‌خواست تا جاودان در سینه‌ام تاب می‌دادم تو را |  | به آواز و با دردهای شکنجه‌ام               |
| و گر که می‌مردم سنگ گور من                        |  | از صخره‌های سخت قلب تو می‌شد بر پا          |